# Lepyrodon rigidus
Lepyrodon rigidus là một loài Rêu trong họ Lepyrodontaceae. Loài này được (Bosch & Sande Lac.) Kindb. mô tả khoa học đầu tiên năm 1888.